# Haemulon macrostomum
Haemulon macrostomum är en fiskart som beskrevs av Günther, 1859. Haemulon macrostomum ingår i släktet Haemulon och familjen Haemulidae. Inga underarter finns listade i Catalogue of Life.